# چی از من می‌خوای
«چی از من می‌خوای» یک تک‌آهنگ از آدام لمبرت است که در سال ۲۰۰۹ میلادی منتشر شد.
این تک‌آهنگ در چارت‌های لهستان در رتبه اول و در چارت‌های ، فرانسه، سوئیس، استرالیا، آلمان، فنلاند، سوئد، نیوزلند، اتریش جزو ده ترانه اول قرار گرفت.